# مانامپانوا
مانامپانوا (به لاتین: Manampaneva) یک منطقهٔ مسکونی در ماداگاسکار است که در ماندریتسارا واقع شده‌است. مانامپانوا ۹٬۰۰۰ نفر جمعیت دارد و ۵۱۷ متر بالاتر از سطح دریا واقع شده‌است.